# Scotorythra epixantha
Scotorythra epixantha är en fjärilsart som beskrevs av Perkins 1901. Scotorythra epixantha ingår i släktet Scotorythra och familjen mätare. Inga underarter finns listade.